# Гіпнос
У грецькій міфології Гіпнос ([ˈhɪpnɒs]; з давньогрецької: Ὕπνος означає "сон") є уособленням сну; Римський еквівалент відомий як Сомнус. Його ім'я походить від слова гіпноз.

## Опис
Гіпнос зазвичай є сином Нікс ("Ніч"), що залишився без батька, хоча іноді чоловіка Нікс Ереба ("Темрява") називають його батьком. Його брат - Танатос ("Смерть"). Обидва брати і сестри живуть в підземному світі (Аїді) або в Еребусі, іншій долині грецького підземного світу. З чуток, Гіпнос жив у великій печері, звідки походить річка Лета ("Забуття") і де зустрічаються ніч і день. Його ліжко зроблене з чорного дерева, біля входу в печеру росте безліч маків та інших снодійних рослин. Ні світло, ні звук ніколи не потрапить до його печери. За словами Гомера, він живе на острові Лемнос, який пізніше був оголошений його власним островом мрії. Кажуть, що він спокійний і лагідний бог, оскільки  він допомагає людям, які потребують і, завдяки їхньому сну, володіє половиною їхнього життя.

## Сім'я
Гіпнос жив поруч зі своїм братом-близнюкомТанатосом (Θάνατος, "смерть") в Підземному царстві, де промені сонця ніколи не досягають їх.
Матір'ю Гіпноса була Нікс (νύξ, "Ніч"), богиня ночі, а його батьком був Ереб, бог темряви. Нікс була жахлива та могутня богиня, і навіть Зевс боявся входити в її царство.
Його дружина, Пасітея, була однією з наймолодших з Харит і була обіцяна йому Герою, яка є богиня шлюбу і народження. Пасітея-богиня галюцинацій або розслаблення.

## Міфологія

### Гіпнос в "Іліаді"

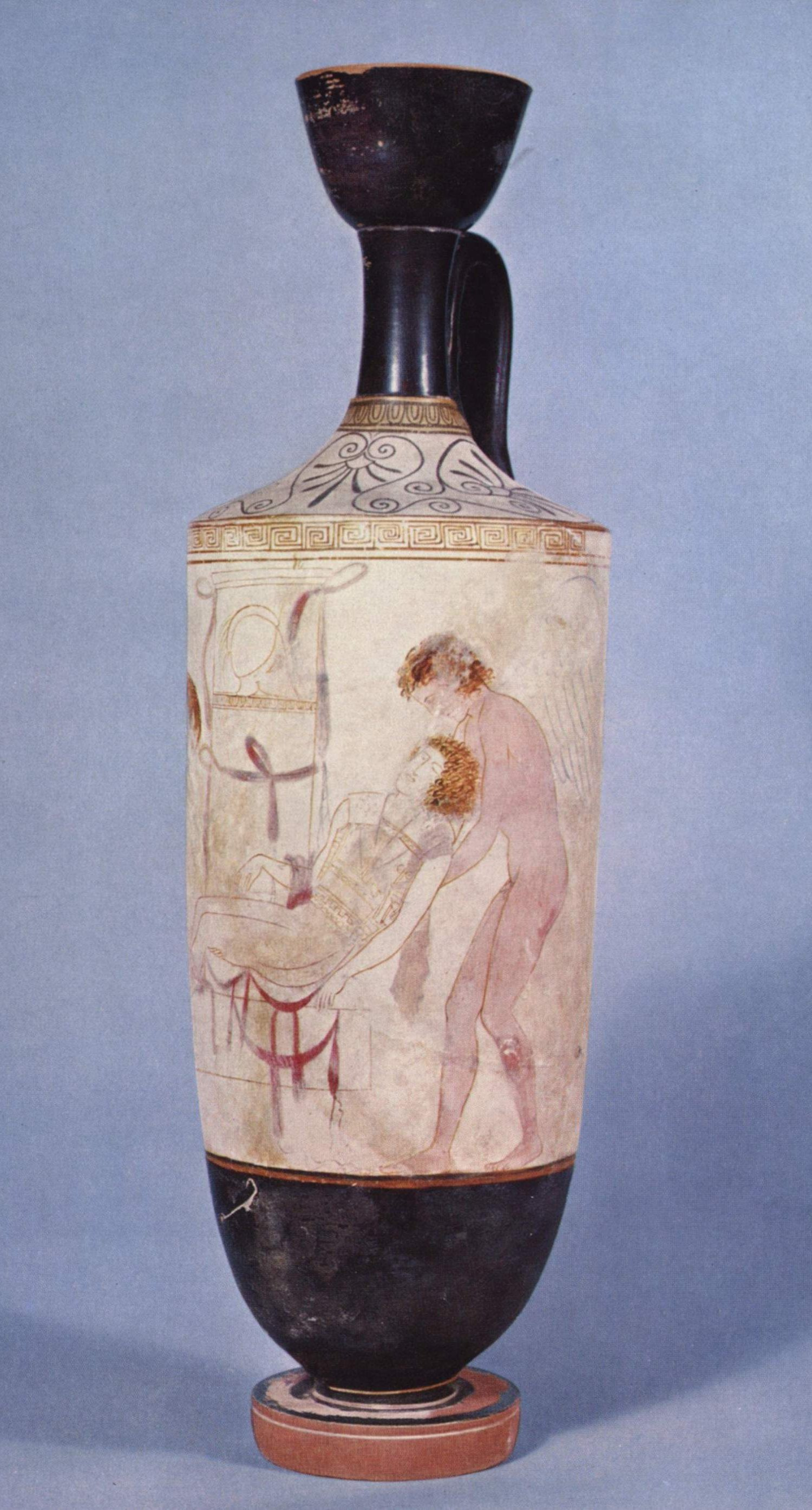
Гіпнос і Танатос несуть тіло Сарпедона з поля битви під Троєю; деталь з аттичногобілоземного лекіфа, близько 440 р. до н.е.

Гіпнос використав свої сили, щоб обдурити Зевса. Гіпнос зміг обдурити його і допомогти данаанцям виграти Троянську війну. Під час війни Гера зненавиділа свого брата і чоловіка Зевса, тому задумала змову, щоб обдурити його. Вона вирішила, що для того, щоб обдурити його, їй потрібно так закохати його в неї, щоб він потрапив на цю хитрість. Тому вона вмилася амброзією і намастила себе олією, створеною спеціально для неї, щоб вона не могла протистояти Зевсу. Вона вплела квіти у волосся, одягла три блискучі підвіски для сережок і одягла дивовижний халат. Потім вона покликала Афродіту, богиню любові, і попросила у неї чарівність, який гарантував би, що її трюк не провалиться. Однак, щоб отримати чарівність, вона збрехала Афродіті, оскільки вони були по різні боки війни. Вона сказала Афродіті, що хоче, щоб чарівність допомогла їй і Зевсу припинити сварку. Афродіта охоче погодилася. Гера була майже готова обдурити Зевса, але їй потрібна була допомога Гіпноса, який вже одного разу обманув Зевса.
Гера закликала Гіпноса і попросила його допомогти їй, приспавши Зевса. Гіпнос не захотів, тому що в останній раз, коли він присипляв бога, він був в люті, коли прокинувся. Саме Гера попросила його вперше обдурити Зевса. Вона була в гніві через те, що Геракл, син Зевса, розграбував місто троянців. Отож вона змусила Гіпноса приспати Зевса і наслати на море пориви лютих вітрів, поки Геракл все ще плив додому. Коли Зевс прокинувся, він був розлючений і лютував, шукаючи Гіпноса. Гіпносу вдалося уникнути  Зевса, сховавшись у своєї матері Нікс.Через це Гіпнос не захотів прийняти пропозицію Гери і допомогти їй знову обдурити Зевса. Гера спочатку запропонувала йому красиве золоте сидіння, яке ніколи не розвалиться, і підніжок для ніг до нього. Він відмовився від цієї першої пропозиції, згадавши, як востаннє обдурив Зевса. Нарешті Гера змусила його погодитися, пообіцявши, що він одружиться з Пасітеєю, однією з наймолодших грацій, з якою він завжди хотів одружитися. Гіпнос змусив її присягнути річкою Стікс і закликати богів підземного світу бути свідками, щоб бути впевненим, що він одружиться з Пасітеєю.
Гера пішла побачити Зевса на Гаргар, найвища вершина гори Іда. Зевс був надзвичайно захоплений нею і нічого не підозрював, оскільки Гіпнос був оповитий густим туманом і схований на сосні, яка була неподалік від того місця, де розмовляли Гера та Зевс. Зевс запитав Геру, що вона там робить і чому прийшла з Олімпу, і вона сказала йому ту саму брехню, яку сказала Афродіті. Вона сказала йому, що хоче піти допомогти своїм батькам припинити сварку, і вона зупинилася там, щоб порадитися з ним, тому що не хотіла йти без його відома і, щоб він розгнівався на неї, коли дізнався. Зевс сказав, що вона може піти в будь-який час, і що вона повинна відкласти свій візит і залишитися там з ним, щоб вони могли насолоджуватися товариством один одного. Він сказав їй, що ніколи ні в кого не був закоханий так сильно, як любив її в той момент. Він взяв її в свої обійми, і Гіпнос приступив до роботи, уклавши його спати, з Герою на руках. Поки це тривало, Гіпнос відправився до кораблів ахейців, щоб сказати Посейдону, богу моря, що тепер він може допомогти данаацям і дати їм перемогу, поки Зевс спить. Тут Гіпнос залишає історію, залишаючи Посейдона, який прагне допомогти данаанцям. Завдяки тому,що Гіпнос допоміг обдурити Зевса, війна змінила свій хід на користь Гери, і Зевс так і не дізнався, що Гіпнос обманув його ще раз.

### Гіпнос і Ендіміон
Згідно з уривком в Deipnosophistae, софіст і поет-дифірамб Лікімній з  Хіоса розповідає іншу історію про міф про Ендіміона, в якому Гіпнос, вражений його красою, змушує його спати з відкритими очима, щоб він міг повністю помилуватися своїм обличчям.

## Гіпнос в мистецтві

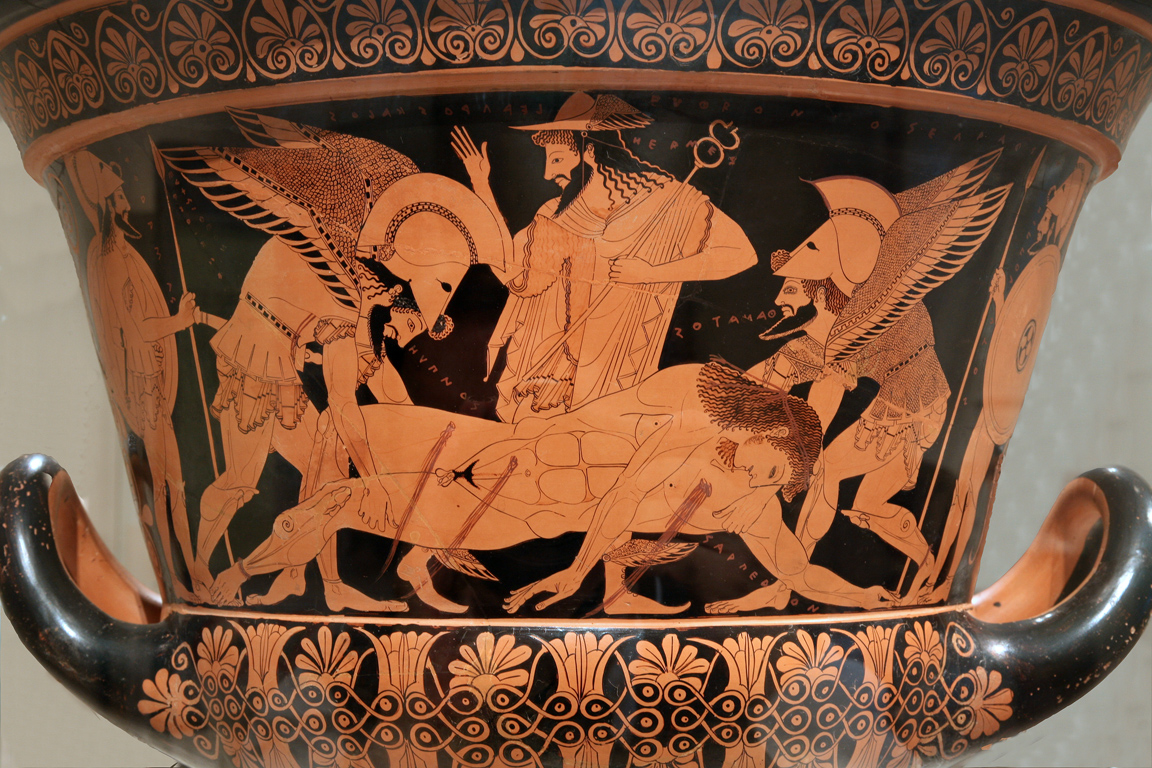
Тіло Сарпедона несуть Гіпнос і Танатос (Сон і смерть), в той час як Гермес спостерігає, аттичний червонофігурний чашка-кратер, підписаний Євксітеєм (гончар) і Євфронієм (художник)

Гіпнос з'являється в численних творах мистецтва, більшість з яких є вазами. Приклад однієї вази, на якій зображений Гіпнос, називається "Аріадна, покинута Тесеєм", яка є частиною Музею образотворчих мистецтв у Бостонській колекції. У цій вазі Гіпнос зображений у вигляді крилатого бога, що капає летейську воду на голову Аріадни, коли вона спить.
Одним з найвідоміших творів мистецтва із зображенням Гіпноса є бронзова голова самого Гіпноса, яка зараз зберігається в Британському музеї в Лондоні. У цієї бронзової голови на скронях виростають крила, а волосся вишукано укладене, деякі зав'язуються у вузли, а інші вільно звисають з голови.

## Слова, отримані з Гіпноса
Англійське слово "гіпноз" походить від його імені, що стосується того факту, що під час гіпнозу людина переходить у стан, подібний до сну (hypnos "сон" + -osis "стан"). Клас ліків, відомих як "снодійно-седативні засоби", які викликають сон, також отримав свою назву від Гіпноса.
97-й покемон, Гіпно, походить від Гіпноса, оскільки один із його фірмових рухів присипляє інших.
Крім того, англійське слово "безсоння" походить від імені його латинського аналога, Сомнуса. (в - " не "+ somnus"сон"),, а також кілька менш поширених слів, таких як "сонний", що означає сонний, або схильний викликати сон, і гіперсомнія, що означає надмірний сон, який може бути викликаний багатьма умовами (відомий як вторинна підвищена сонливість) або рідкісним розладом сну, що викликає надмірний сон з невідомою причиною, який називається ідіопатичною гіперсомнією.

## Дивіться також
- Ергія, богиня лінивця і супутниця Гіпноса
- Теогонія
- Морфеус, бог сновидінь
- Гіпнос коротка розповідь, написана Г. П. Лавкрафтом